# Bredevoort
Bredevoort (en bas-saxon : Breevoort) est une petite ville fortifiée néerlandaise de la commune d'Aalten dans la région de l'Achterhoek, située dans l'est de la Gueldre.
Bredevoort a été une commune indépendante jusqu'au 1er janvier 1818, date de son rattachement à la commune d'Aalten.
Bredevoort est souvent surnommée Ville des livres à cause des nombreux magasins de livres neufs et d'occasion, et des marchés du livre qui s'y tiennent plusieurs fois par an.

## Galerie

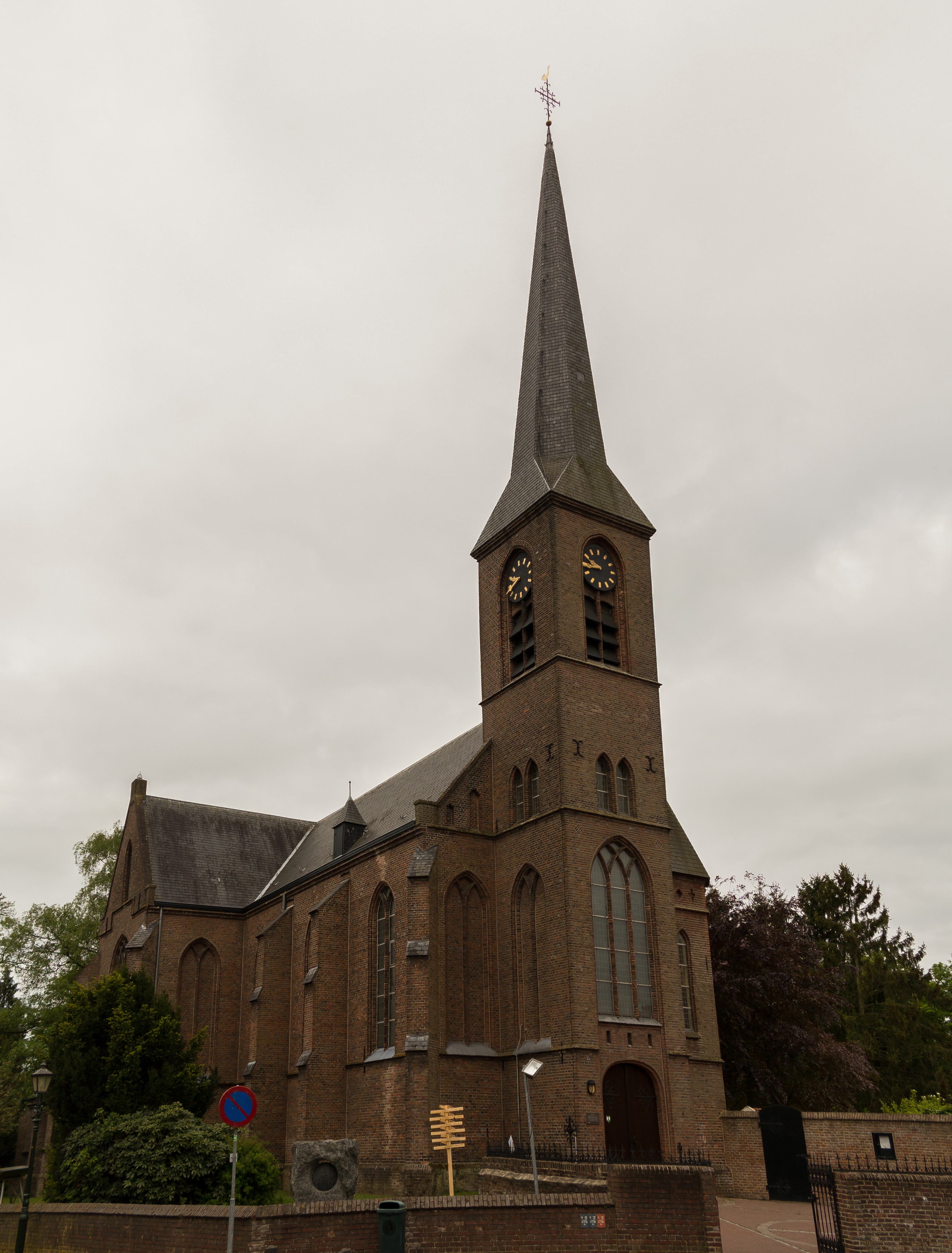
Église: de Sint Georgiuskerk
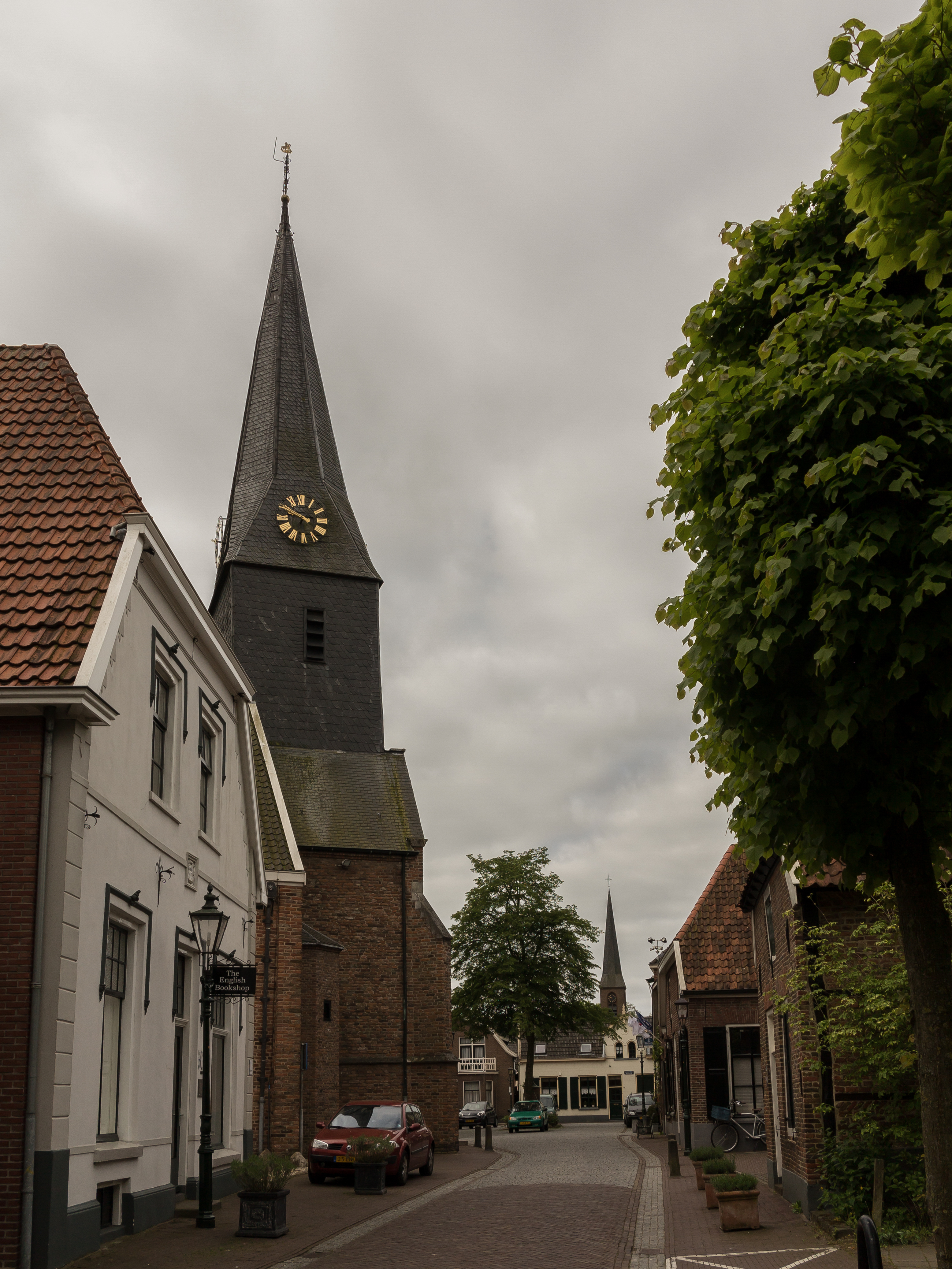
Église: de Sint Joriskerk
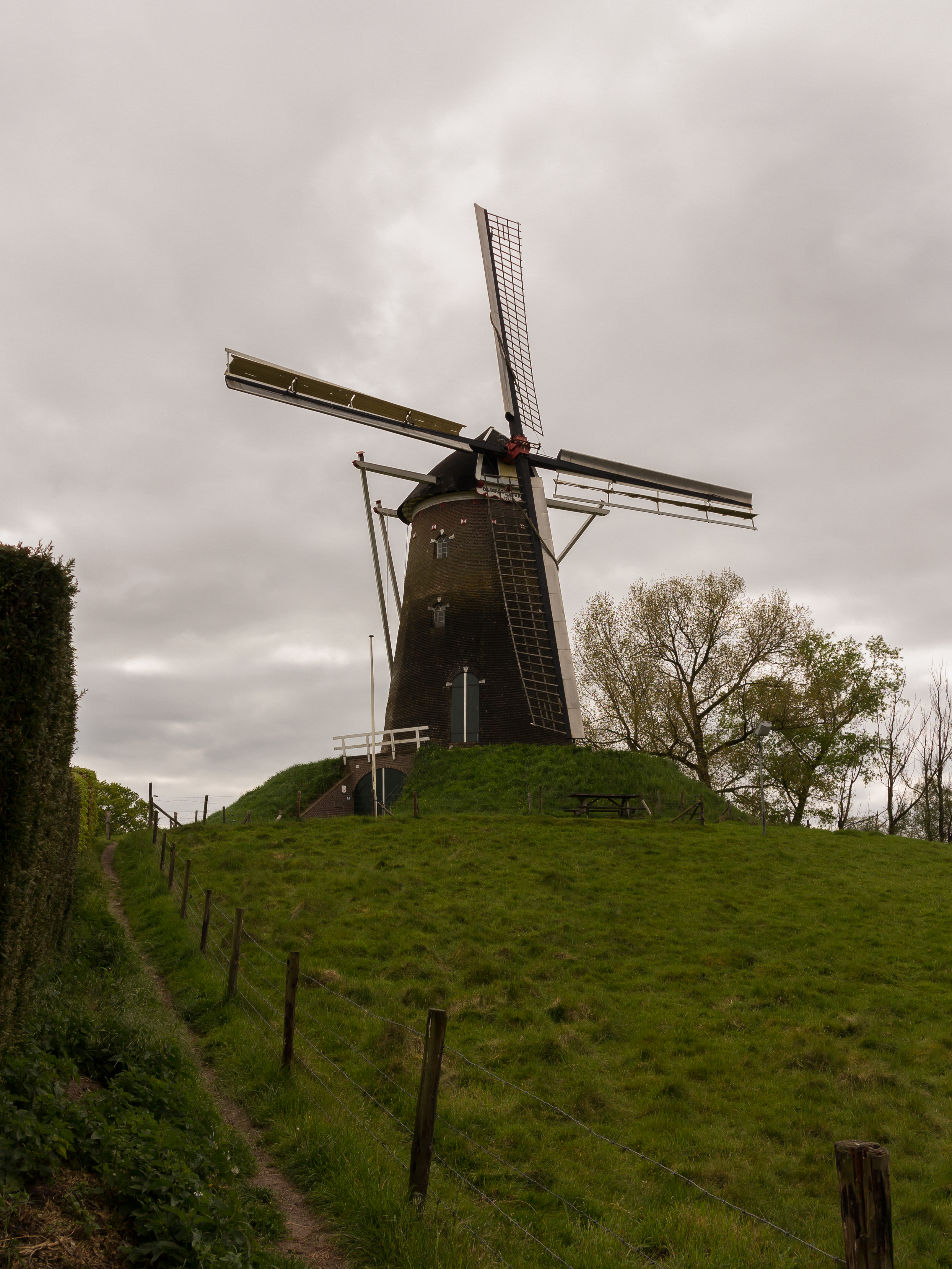
Moulin: walkorenmolen De Prins van Oranje

## Histoire
Le nom de Bredevoort apparaît pour la première fois sur une liste de propriétés appartenant à l'archevêque de Cologne en 1188, qui détenaient des parts du château de Bredevoort. Lorsque le comte de Steinfurt a essayé de vendre sa part du château à l'évêque de Munster et le comte de Loon a essayé de vendre la sienne au comte de Gueldre, un conflit a éclaté entre l'évêque et le comte de Gueldre. Le conflit a duré près de deux siècles.
En 1326, après quatre ans de bataille entre Renaud II, duc de Gueldre, et Louis de Hesse, l'évêque de Münster, Bredevoort a été rattachée à la Gueldre.
L'ancienne municipalité de Bredevoort était composée de la ville, du château de Bredevoort, et des villages d'Aalten, Dinxperlo et Winterswijk.
Maurice de Nassau, prince d'Orange, conquiert Bredevoort en 1597 sur l'occupant espagnol. Les Espagnols reconquièrent la ville en 1606, mais Frédéric-Henri, prince d'Orange, libère la garnison et les citoyens, qui s'étaient réfugiés dans le château de Bredevoort.
En 1646, la foudre a frappé la réserve de poudre à canon de la tour du château, provoquant une explosion qui a détruit une partie du château et de la ville et tuant le seigneur Haersolte de Bredevoort et sa famille. Un seul fils, qui n'était pas à la maison ce jour-là, a survécu.
En 1672, Bernhard von Galen reconquiert la ville pour l’évêché de Munster.
De 1697 et jusqu'en 1795 la ville a appartenu à la maison d'Orange-Nassau. Le roi Willem-Alexander des Pays-Bas, souverain actuel, est encore seigneur de Bredevoort.
Après des siècles de guerre, les fortifications de la ville ont été démolies par ses habitants.
En 1818, la municipalité de Bredevoort a été dissoute.

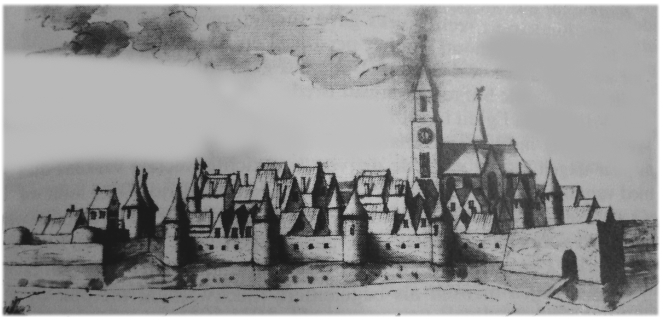
Vue de la ville en 1634
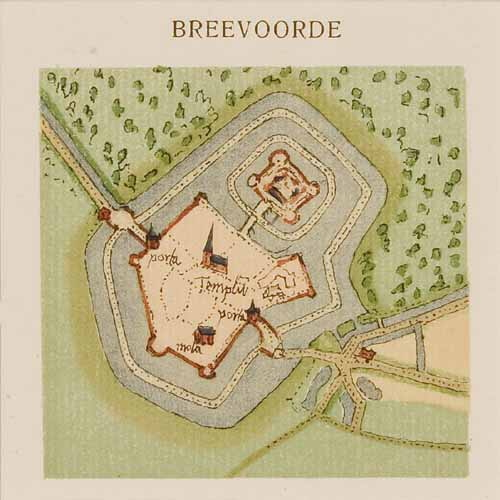
Plan de la ville vers 1560 par Jacob van Deventer
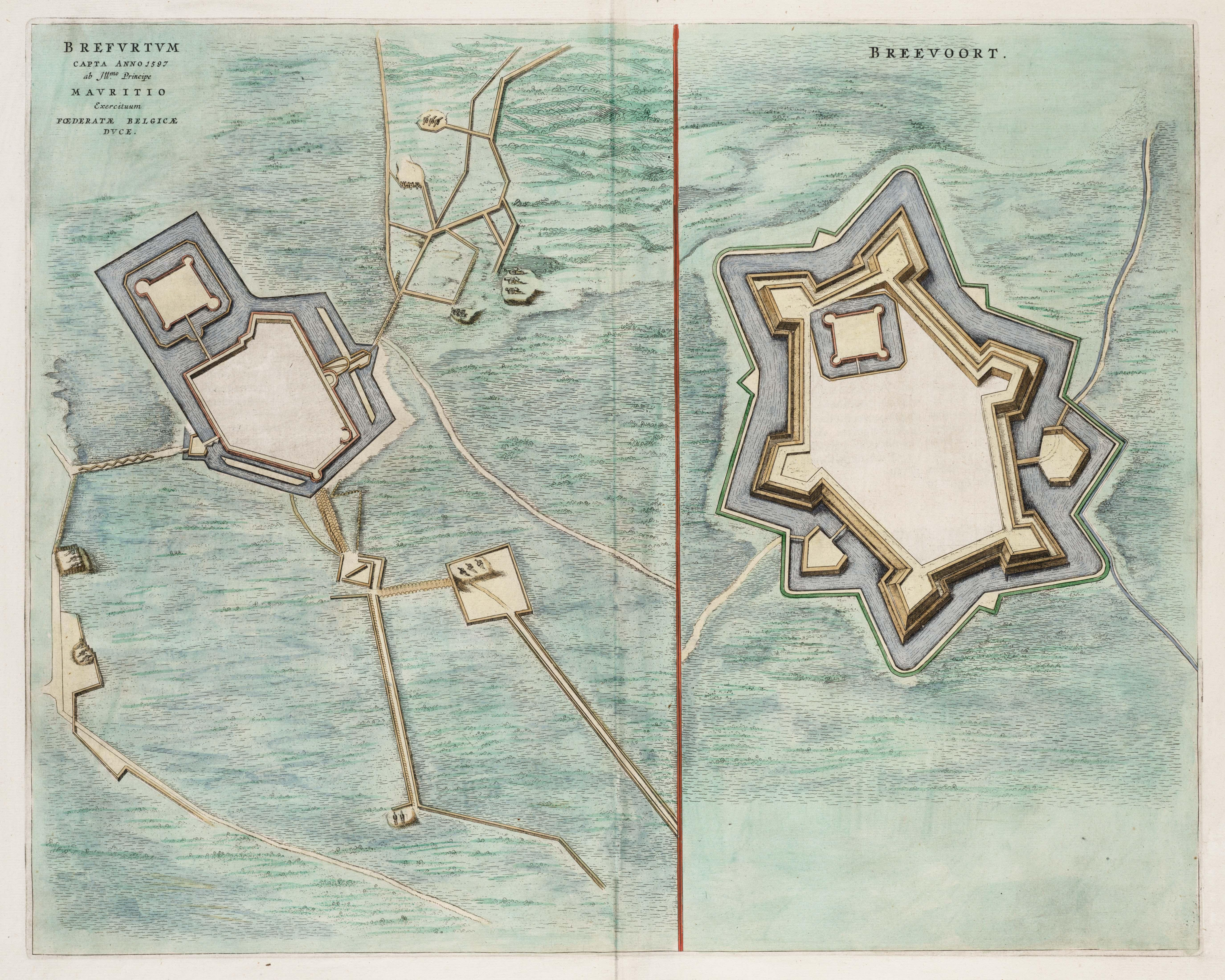
Evolution des fortifications de la ville après la prise de 1597 par Maurice de Nassau
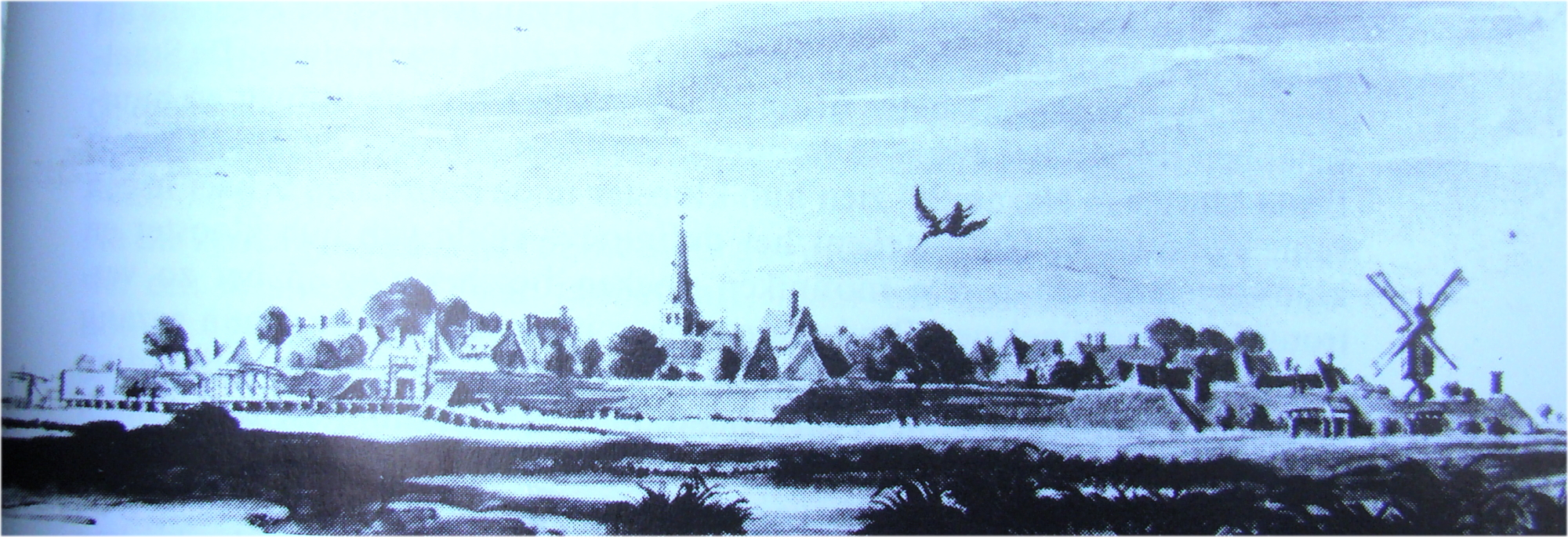
Vue de la ville vers 1743 par Jan de Beijer
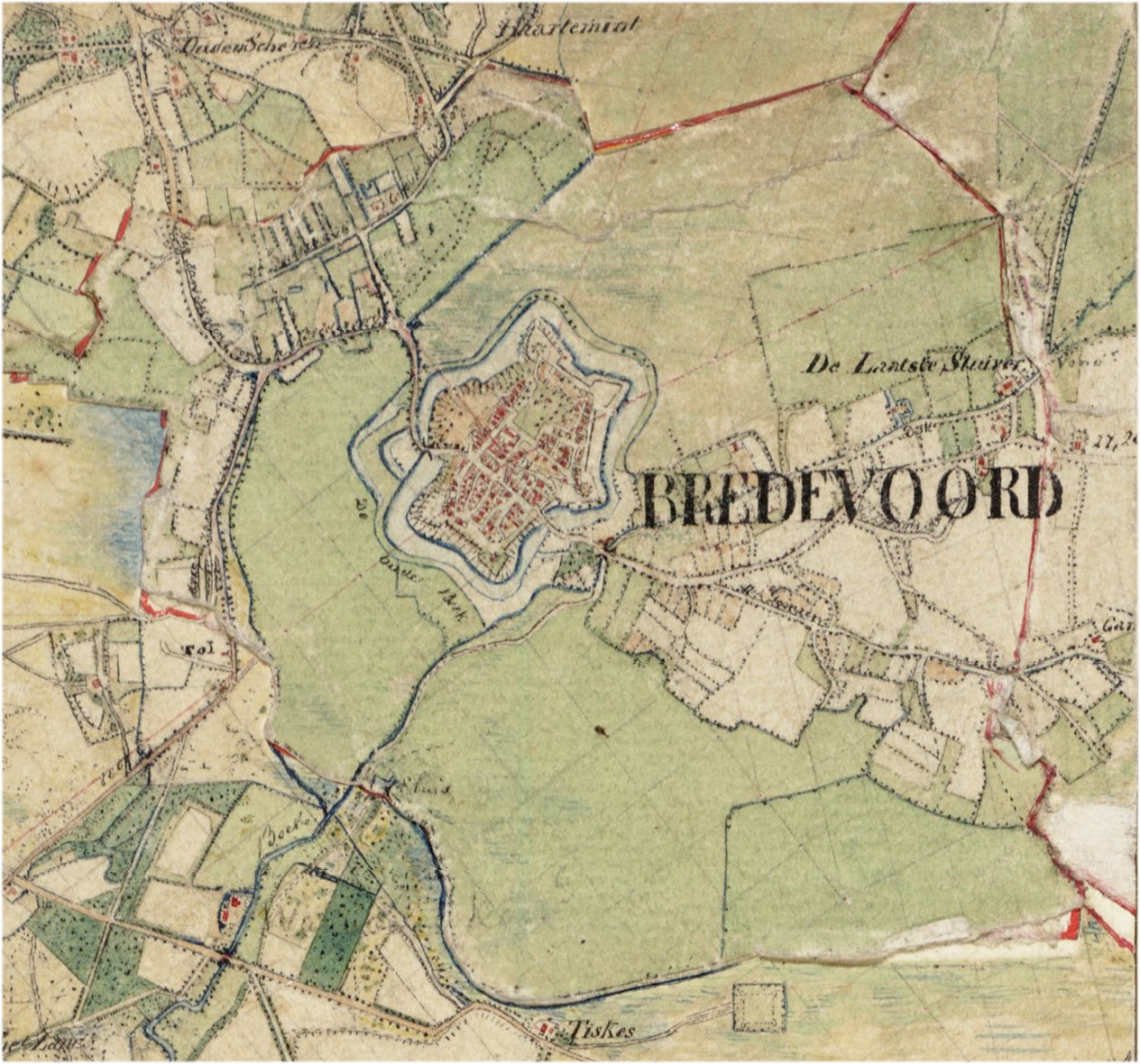
La ville après le démontage des fortifications vers 1844

## Personnalités
- Hendrickje Stoffels (1626 – 1663), modèle.
- Jan de Vries (1911-1964), missionnaire martyr au Congo.